# Château de Montfa
Le château de Montfa est un château-fort situé à Montfa, dans le Tarn (France).
Aujourd'hui ruiné mais en cours de restauration, il a appartenu du XIIIe au XXe siècle à la famille de Lautrec, dont est issu le célèbre peintre Henri de Toulouse-Lautrec.

## Historique

### Origine
Le château de Montfa est cité dès 1255 comme siège d'une baronnie, puis deux ans plus tard comme appartenant à la famille de Lautrec, dans la branche principale, celle des vicomtes de Lautrec,. Son propriétaire est alors le vicomte Isarn IV de Lautrec, qui meurt en 1275 à Montfa, sûrement au château.
Néanmoins, il pourrait être quelque peu plus ancien que ça, puisque Montfa est mentionné comme « village fortifié » dans la succession du vicomte Frotard III à Sicard VI.

### Succession
À partir de cette époque, le château et la baronnie de Montfa demeurent dans les différentes familles détenant la vicomté de Lautrec. On trouve ainsi successivement Frotard V, fils d'Isarn IV, puis Guillaume.
À la mort de ce dernier, en 1352, sans postérité masculine, le domaine passe dans la famille d'Arpajon, entre les mains de Jean Ier d'Arpajon, son petit-fils vicomte de Lautrec. Au XVe siècle, il tombe aux mains de la famille des comtes de Foix.
C'est finalement la famille de Lautrec qui récupère le château quelques années plus tard, en 1430, en la personne du vicomte Pierre VI de Toulouse-Lautrec, après un échange avec Hugues III d'Arpajon, contre le château de Montredon et celui de Castelfranc entre autres. Son fils, Antoine Ier, puis son petit-fils Antoine II, héritent tour à tour du château.

### XVIesiècleet guerres de Religion
Le fils cadet d'Antoine II, Pierre de Toulouse-Lautrec, hérite du château mais meurt en 1552 en défendant Metz, laissant la terre de Montfa à son aîné, Jean-François, puis à son fils, Jean Ier. La bâtisse sera alors exposée aux affres des guerres de Religion, et principalement aux assauts répétés des huguenots, face aux Lautrec, catholiques.
Ainsi, le 13 juin 1569, le chef protestant Gontaud de Biron rase le château. le 29 août 1580, alors que le château vient d'être reconstruit, un autre protestant, le vicomte de Turenne, Henri de La Tour d'Auvergne, assiège et s'empare du château qui repassera immédiatement aux mains des Lautrec. Puis une dernière fois le 3 novembre 1591, des troupes protestants venues de Castres s'en emparent.
Entre-temps, le baron de Montfa s'oppose à Henri Ier de Montmorency, ce qui le conduira à être emprisonné au château de Vénès par Gilbert III de Lévis, duc de Ventadour, gendre d'Henri Ier de Montmorency.

### DuXVIIIesiècleà aujourd'hui
Dans la première moitié du XVIIIe siècle, le château devient la propriété de la famille de Brunet de Castelpers, avant qu'un procès remporté par les Toulouse-Lautrec ne les reconduise en possession de leur terre.Lors de la Révolution française, en 1791, Joseph-Constantin de Montfa est chassé de son château par les révolutionnaires.
Au début du XXe siècle, le château appartient encore à Alphonse de Toulouse-Lautrec, père du peintre Henri de Toulouse-Lautrec, mais à son décès en 1913, la bâtisse est abandonnée, pillée et sert de carrière de pierres.
En 2017, après plus d'un siècle d'abandon, l'édifice est racheté par un passionné, qui fonde l'association Les amis du Château de Montfa en septembre 2017 avec pour objectif de sauvegarder, restaurer et mettre en valeur le site du château et d'en faire un lieu "éducatif". Revendu en 2019, l'actuelle propriétaire et l'association du Château de Montfa - Art, Culture et Patrimoine poursuivent conjointement sa sauvegarde, sa restauration ainsi que l'organisation d'événements,.

## Architecture
Le château de Montfa s'organisait selon un plan rectangulaire, avec au centre une cour intérieur. L'ensemble était ceint d'une enceinte fortifiée. Au Nord-Ouest, une large tour carrée s'élevait au-dessus du logis Ouest. C'est sûrement une tour primitive, complétée par une échauguette. Tout le nord du château est occupé par le corps-de-logis, encadré par la tour carré cité précédemment à l'Ouest et par une autre tour semi-circulaire à l'Est.
Au Sud-Ouest du château, une tour circulaire du XIIIe siècle renferme une chapelle dédiée à saint Eugène, aujourd'hui totalement restaurée. Au Sud-Est, on trouvait différents fours, dont un four à chaux qui a été restauré aussi.
La bâtisse est ceinte d'anciennes fossés secs qu'un pont de pierre permet de franchir, là où à l'origine on trouvait un pont-levis. Une seconde enceinte protégeait l'ensemble de la colline. Aujourd'hui les alentours du château ont été aménagés en verger médiéval, roseraie et pommeraie.

Pour se faire une idée du château à l'époque, voir Reconstruction 3D.